# Beothukowie

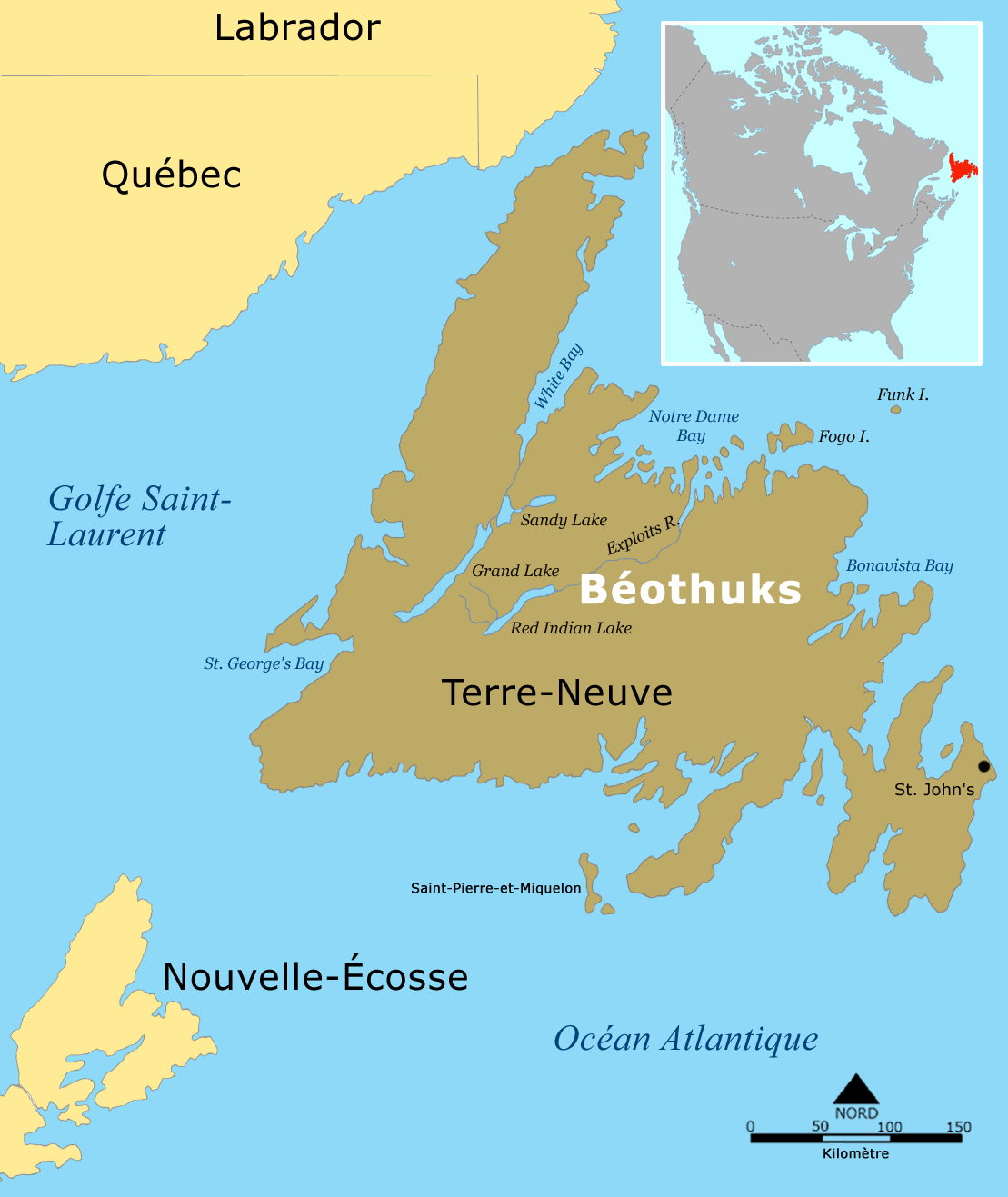
Terytoria plemienne Beothuków

Beothukowie (Beothuk, prawdopodobne znaczenie: ludzie) – rdzenni mieszkańcy Ameryki Północnej zamieszkujący wyspę Nowa Fundlandia. Język, którym posługiwali się Beothukowie, prawdopodobnie należał do grupy języków algonkiańskich.

## Historia

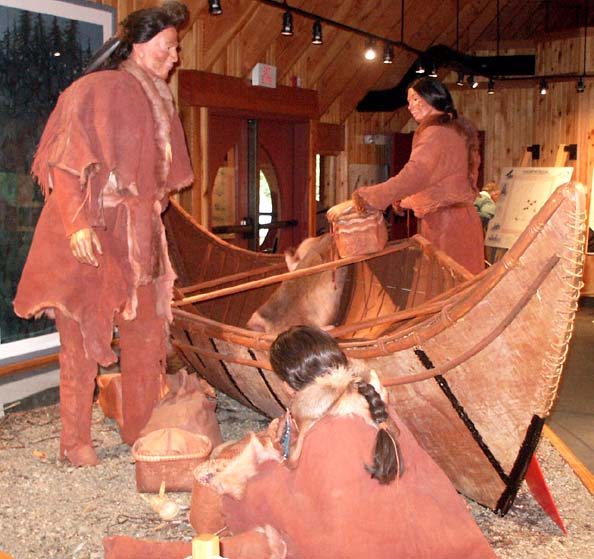
Fragment ekspozycji w Beothuk Interpretation Centre Provincial Historic Site w Boyd’s Cove

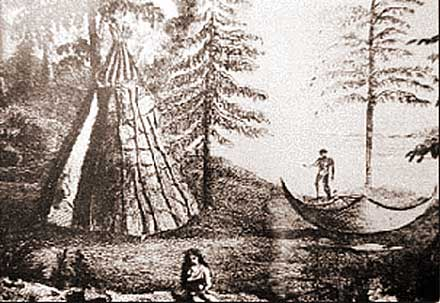
Wyobrażenie obozu Beothuków na rycinie majora Johna Cartwrighta (1740–1824)

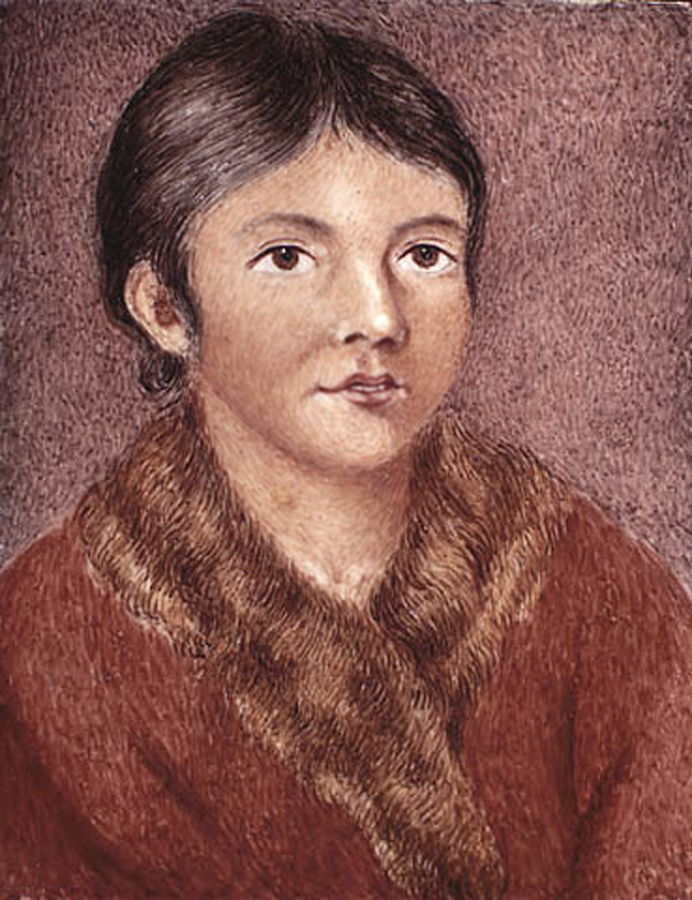
Demasduit zmarła w 1820, jedna z ostatnich przedstawicielek plemienia

Plemię przybyło na Nową Fundlandię prawdopodobnie nie wcześniej niż na początku I w. n.e., a jego myśliwsko-zbieracka kultura przechodziła trzy kolejne fazy, trwające po ok. 500 lat.

### Charakterystyka
Kultura Beothuków przeszła znaczne zmiany w wyniku kontaktów z Europejczykami. Początkowo robili kamienne groty do grotów strzał, włóczni i harpunów, kamienne noże i skrobaki do skóry. Stopniowo Beothukowie zastąpili te kamienne narzędzia i broń stosunkowo miękkim kutym żelazem z okresu nowożytnego, które mogło być obrabiane na zimno. W XVI–XVII wieku źródłem żelaza dla Beothuków były sezonowo opuszczane europejskie łowiska rybackie. Migrujący do Hiszpanii, Portugalii, Francji i Anglii rybacy wracali jesienią do domu i zostawiali narzędzia i przedmioty, które Beothukowie zabierali i adaptowali do własnych potrzeb.
Plemię mieszkało na całej wyspie, głównie w okolicach Notre Dame i zatoki Bonavista, czyli wybrzeża Nowej Fundlandii. Wydaje się, że mieli przywódców, prawdopodobnie nieformalnych „wodzów”. Społeczeństwa zazwyczaj były egalitarne. Na status lub szacunek trzeba było zasłużyć niż je odziedziczyć. Beothukowie mieszkali w stożkowatych chatach zwanych mamatekami, które zimą były wzmacniane. Powstawały poprzez ułożenie tyczek w okręgu, związanie ich u góry i pokrycie korą brzozową lub skórą. W centrum robiono ognisko. Wiosną używali czerwonej ochry do malowania domów i swoich ciał, a także kajaków, broni, sprzętu gospodarstwa domowego i instrumentów muzycznych. Ze względu na zwyczaj malowania twarzy i ciał ochrą zwani byli przez Europejczyków Czerwonymi Indianami (ang. Red Indian), a nazwę tę zaczęto następnie stosować do wszystkich rdzennych Amerykanów. Użycie ochry miało wielkie znaczenie kulturowe. Barwnik wykonano podczas dorocznego kilkudniowego wiosennego święta. Wyznaczał tożsamość plemienną. Malowanie nowonarodzonych dzieci było formą powitania ich w plemieniu. Zakaz noszenia ochry był formą kary.
Trudnili się rybołówstwem. Głównymi źródłami pożywienia były karibu, łosoś i foki. Beothukowie podążali za zwierzętami, gdy sezonowo migrowały. Jesienią robili płoty o długości 30–40 mil (48–64 km), by kierować migrujące karibu w stronę myśliwych uzbrojonych w łuki i strzały. Polowali również na bobry. Wody przybrzeżne dostarczały małży, homarów i wielu ryb. Robili „pudding” z soku drzewnego i suszonego żółtka jaj alki olbrzymiej. Przechowywali nadwyżki żywności na zimę. Chwytali w pułapki różne zwierzęta futerkowe (kuny, wydry) i obrabiali ich skóry na ciepłą odzież. Nosili ją futrem do skóry. Za nici służyły ścięgna wzdłuż kręgosłupa karibu. Beothukowie nosili płaszcz ze skóry karibu z mokasynami, legginsami, rękawiczkami i nakryciami na ramiona. Gdy zrobiło się cieplej, zdejmowali część nakryć. Czółna robili ze skóry karibu lub foki, a dziób czółna usztywniali korą świerkową. Czółna podobno miały piętnaście stóp (4,57 m) długości i dwie i pół stopy (0,76 m) szerokości, z wystarczającą ilością miejsca do przewozu dzieci, psów i mienia. Czółna były lekkie i łatwe do naprawy. Niektórymi można było odbywać długie podróże morskie. Beothukowie wytwarzali lekkie, mocne pojemniki z kory brzozowej na żywność i wodę. Jeśli chodzi o zwyczaje pogrzebowe, po zawinięciu zwłok w korę brzozową chowali zmarłych w odosobnionych miejscach. Płytki grób był przykryty stosem kamieni. Innym razem kładli ciało na rusztowaniu lub umieszczali je ze złożonymi kolanami w skrzyni grobowej. W grobach archeologowie znaleźli figurki, wisiorki i repliki narzędzi. Wierzyli więc w życie pozagrobowe. Czcili słońce i księżyc. Wierzyli w świat duchów z najwyższym duchem (potencjalnie Stwórcą) i potworami lub mrocznymi duchami.

### Kontakt z Europejczykami
Około 1000 nordyccy podróżnicy napotkali rdzennych mieszkańców północnej Nowej Fundlandii, którzy mogli być przodkami późniejszych Beothuków lub Dorsetów z Labradoru i Nowej Fundlandii. Zostali opisani w sagach wikingów jako Scraelingowie. Brutalne spotkania z wikingami wpłynęły na to, że Beothukowie unikali europejskich przybyszów.
Od 1497, wraz z przybyciem Włocha Giovanni Caboto, żeglującego pod auspicjami króla Henryka VII, teren Nowej Fundlandii zaczęli eksploatować Europejczycy. Aż do XVIII wieku wyspa była przede wszystkim bazą dla europejskiego rybołówstwa wędrownego. W dokumentach europejskich Beothukowie pojawiają się prawdopodobnie w 1501. Włoski dyplomata Alberto Cantino napisał o około 50 jeńcach z grupy rdzennych mężczyzn i kobiet, których widział w Lizbonie. Mogli to być Beothukowie. Rzeczywiście niektórzy europejscy podróżnicy schwytali i wysłali grupy tubylcze do Europy, by były niewolnikami lub służyły jako żywe przykłady „egzotycznego” Nowego Świata. Większość z jeńców zmarła w drodze do Europy lub wkrótce po przybyciu. Niemniej mamy niewiele relacji na temat Beothuków, bo brakowało europejskich stałych obserwatorów ich zwyczajów. W 1612 doszło do przyjacielskiego spotkania niedoszłego kolonisty angielskiego, Johna Guya, z Beothukami w Trinity Bay. W połowie XVIII wieku zaczęło się rozwijać stałe osadnictwo angielskie (od półwyspu Avalon oraz zatok Trinity Bay, Bonavista Bay i Notre Dame Bay). Rosnąca obecność Mikmaków w południowej części wyspy ograniczyła aktywność Beothuków, podobnie obecność Inuitów w Cieśninie Belle Isle.
W 1768 porucznik John Cartwright został wysłany przez gubernatora Hugh Pallisera w głąb Nowej Fundlandii, aby nawiązać przyjazne stosunki z rdzennymi mieszkańcami wyspy. W czasie podróży wzdłuż rzeki Exploits nie spotkał żadnych Beothuków (przemieścili się wówczas za zwierzyną), ale sporządził kilka map tego obszaru. Są do dziś uważane za jeden z najwcześniejszych obszernych europejskich dokumentów opisujących życie Beothuków. Na mapie porucznik zaznaczył m.in. mamateki, które widział. Błędnie zidentyfikował je jako główne zimowe osady Beothuków. Narysował ich około 100, ale twierdził, że to niepełna liczba. Niektóre mamateki były porzucone. Zaznaczył też obiekty opisane jako „kwadratowy dom, solidnie zbudowany”, izolowany skórą karibu w celu ochrony przed żywiołami. Jeden z nich zaznaczył nad brzegiem jeziora Red Indian Lake. Zaznaczył ogrodzenia, które Beothuków tworzyli, by kierować karibu i polować na nie.
Wraz z przybyciem na stałe kolonistów brytyjskich Beothukowie zostali odcięci od swoich tradycyjnych przybrzeżnych terenów łowieckich. Musieli przestawić się na zbieractwo i myślistwo. Beothukowie odwiedzali swoje dawne obozy tylko po to, by zbierać metalowe przedmioty. Gromadzili również wszelkie narzędzia, schronienia i materiały budowlane pozostawione przez europejskich rybaków, którzy suszyli i peklowali ryby przed wywiezieniem ich do Europy. Osadnicy i Beothukowie rywalizowali o zasoby naturalne regionu, takie jak łosoś, foki i ptaki. Łowcy futer zastawili na zwierzęta pułapki, zakłócili polowania na karibu i splądrowali obozy Beothuków. Ci kradli pułapki, aby ponownie wykorzystać metale, okradali domy i schronienia europejskich osadników, a czasem urządzali na nich zasadzki. Osadnicy na ogół mieli przewagę w polowaniach i działaniach wojennych. W przeciwieństwie do innych rdzennych ludów Beothukowie wydawali się nie być zainteresowani przyjęciem broni palnej.
Populacja Nowej Fundlandii była mała, nie było za co opłacić misjonarzy, a rządy europejskie były zainteresowane głównie zasobami morskimi, więc nie wyznaczono żadnych agentów do zajmowania się rdzenną ludnością i kontaktami między nimi a osadnikami. Od czasu do czasu Europejczycy próbowali poprawić stosunki z Beothukami. Organizowano wyprawy poruczników marynarki wojennej George’a Cartwrighta (1768) i Davida Buchana (1810–1811). Ekspedycja Cartwrighta została zlecona przez gubernatora Hugh Pallisera. Wojskowy nie znalazł plemienia, ale przywiózł informacje. Wyprawę Buchana w celu zebrania informacji zlecił gubernator John Duckworth. Grupa Buchana napotkała plemię w pobliżu Red Indian Lake. Po początkowo przyjaznym przyjęciu Buchan zostawił w obozie Beothuków dwóch swoich ludzi. Następnego dnia znalazł ich okaleczonych lub martwych. Według późniejszej relacji Shanawdithit, żołnierze zginęli po tym, jak jeden odmówił oddania kurtki, a następnie obaj chcieli uciec.

Beothukowie unikali Europejczyków. Najpierw wyemigrowali do różnych przybrzeżnych obszarów Nowej Fundlandii, miejsc, w których Europejczycy nie mieli obozowisk rybnych. Wystąpiło względne przeludnienie. Następnie wyemigrowali w głąb lądu. Emigracja pozbawiła ich dostępu do fok i ryb, dotąd głównego źródła pożywienia. Przestawili się na karibu, ale skupienie się na jednym gatunku doprowadziło do spadku populacji karibu w Nowej Fundlandii. Na początku XIX wieku byli wzmiankowani w dokumentach dotyczących Półwyspu Północnego.

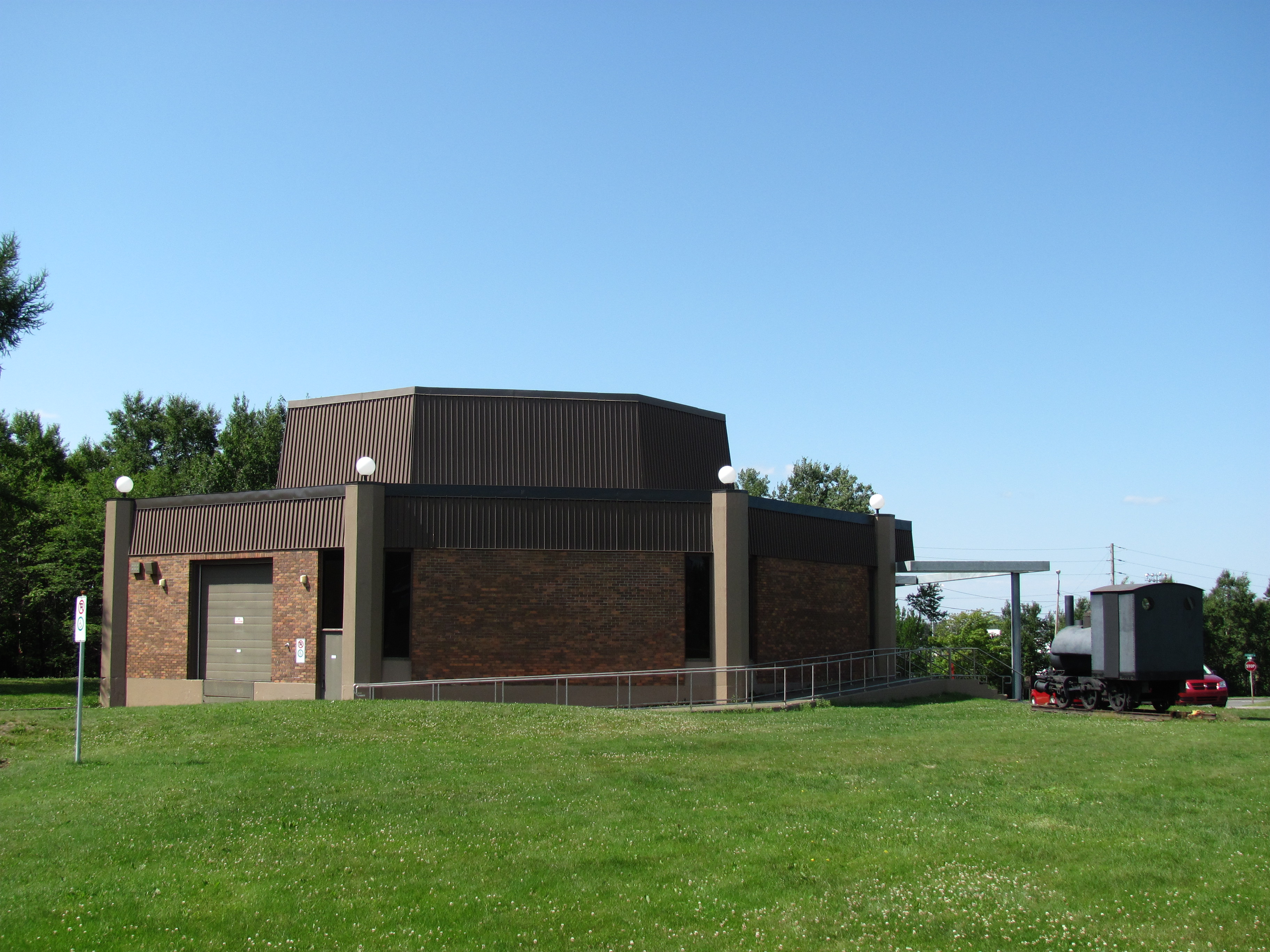
Muzeum im. Demasduit w Grand Falls-Windsor

### Wyginięcie
W 1827 William Eppes Cormack założył Boeothick Institution, instytucję, która wysłała w region ekspedycje, by nawiązać kontakt z plemieniem. Już wówczas obawiano się, że wyginie.
Plemię zostało zdziesiątkowane europejskimi chorobami, np. gruźlicą, na którą zmarła np. Demasduit, najsłynniejsza przedstawicielka plemienia. Inne czynniki, które wpłynęły na jego zagładę, to utrata dostępu do ważnych źródeł żywności z powodu konkurencji z europejskimi osadnikami oraz brutalne starcia z traperami i osadnikami. Ostatnią przedstawicielką Beothuków była kobieta o imieniu Shanawdithit, która zmarła na gruźlicę w 1829 w brytyjskiej niewoli (pod opieką), jednak osoby powołujące się na pochodzenie od Beothuków (Metysi), mieszkają do dziś w regionie. Mikmakowie zawsze utrzymywali, że Beothukowie nie wyginęli. Historie mówione sugerują, że kilku Beothuków przeżyło w rejonie rzeki Exploits i Twillingate oraz stworzyli związki z europejskimi kolonistami, Inuitami i Mikmakami. Niektóre relacje sugerują, że Beothukowie żenili się z wikingami i mogli mieć potomków w częściach dzisiejszej Islandii.

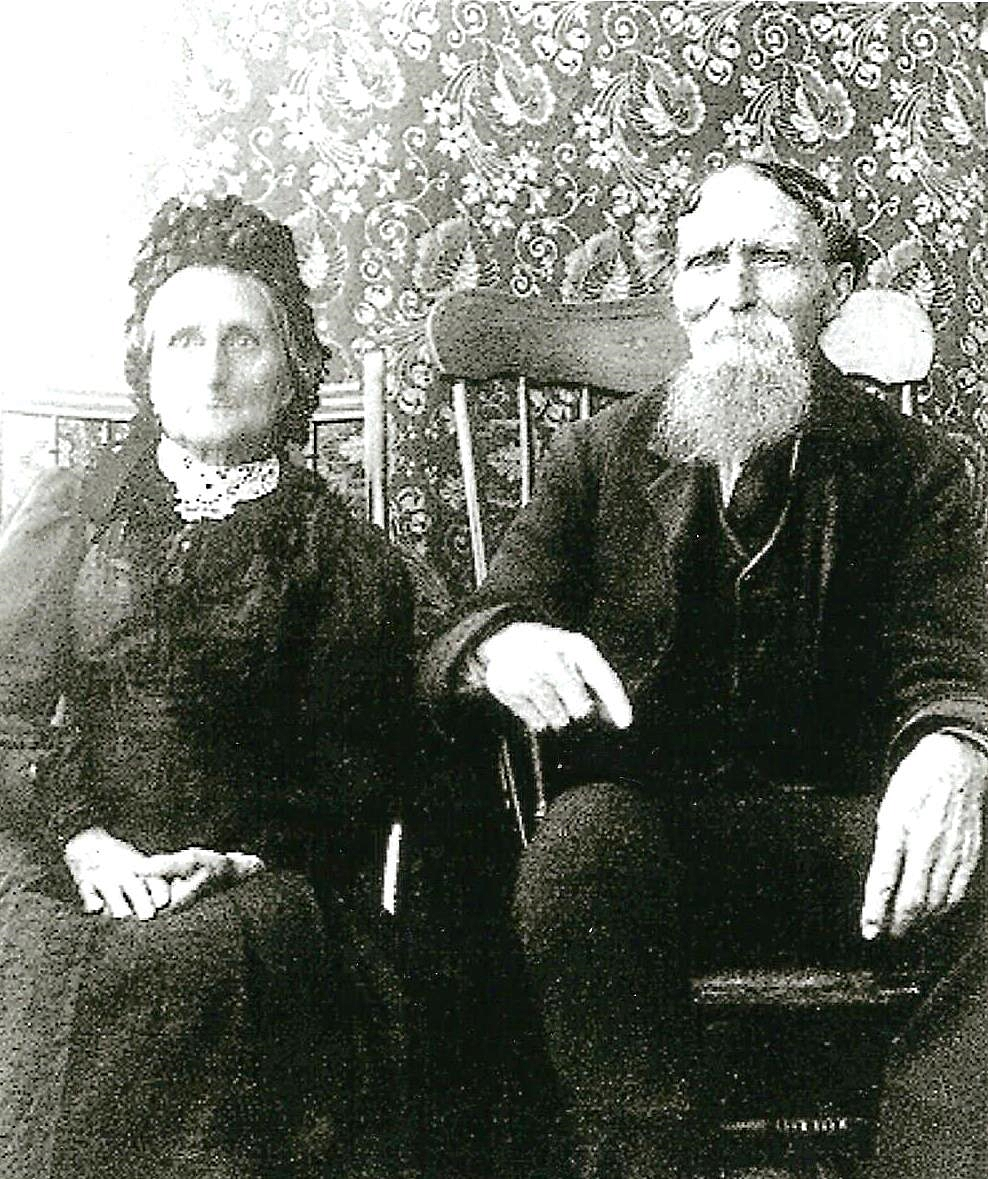
Suzannah Anstey (z domu Manuel) z Twillingate (1832–1911), córka Beothuki ‘Elizabeth’ wraz z mężem Samuelem Anstey (1832–1923)

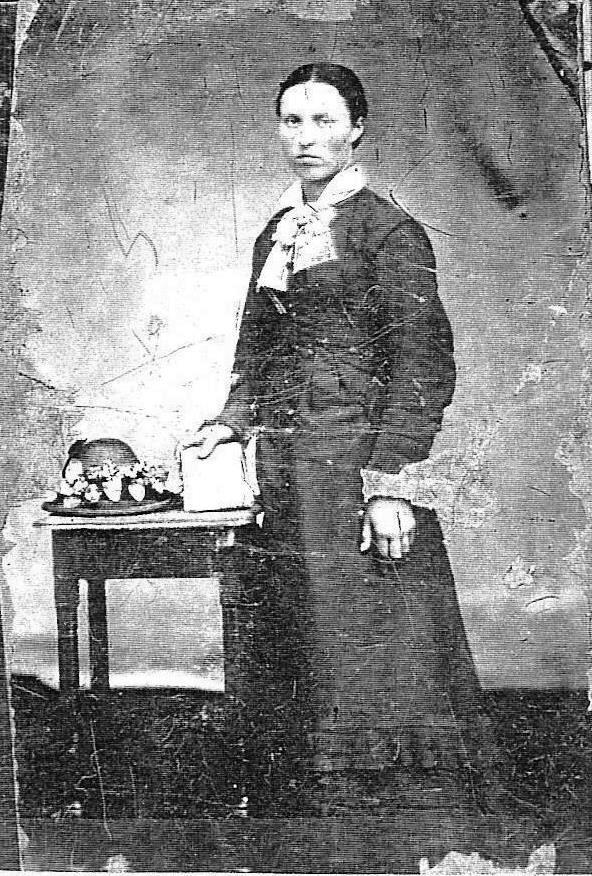
Mary Pond (z domu Anstey) z Twillingate (1858–1895), wnuczka Beothuki znanej jako 'Elizabeth'

## Liczebność
Badaczka Beothuków, Ingeborg Marshall, argumentowała, że na zrozumienie historii i kultury Beothuków bezpośredni wpływ ma to, w jaki sposób i przez kogo zostały stworzone zapisy historyczne, a te były europocentryczne i stąd niewiarygodne. Uczeni w XIX i początku XX wieku oszacowali, że w czasie kontaktu z Europejczykami w XV wieku było około 2000 Beothuków. Istnieją rzekomo dobre dowody na to, że mogło być nie więcej niż 500–700 osób. Żyli w niezależnych, samowystarczalnych, wielopokoleniowych grupach rodzinnych liczących od 30 do 55 osób (od 7 do 10 rodzin).
Populacja plemienia szacowana jest różnie (od 1000 do 5000 osób), nigdy prawdopodobnie nie przekraczała liczby 1500 osób – na spotkaniu z Hugh Palliserem w 1765 w Chateau Bay na Labradorze obecnych było ponoć ok. tysiąca Beothuków. Współczesne badania sugerują, że populacja Beothuków była bardzo mała, liczyła od 500 do 1000 osób. Pod koniec pierwszej dekady XIX wieku miało ich być od około 150 do 3000. W 1820 plemię podobno liczyło 31 osób.

## Dziedzictwo i upamiętnienie
Na początku XX wieku w Twillingate były rodziny, które twierdziły, że pochodzą od Beothuków. W 1910 75-letnia tubylcza kobieta imieniem Santu Toney twierdziła, że jest córką matki z Mikmaków i ojca z Beothuków. Nagrała piosenkę w języku Beothuków dla amerykańskiego antropologa Franka Specka. Prowadził on badania terenowe w okolicy. Powiedziała mu, że ojciec nauczył ją piosenki. Santu Toney urodziła się około 1835, co może to świadczyć o tym, że niektórzy Beothukowie przeżyli po śmierci Shanawdithit w 1829. Współcześni badacze próbowali dokonać transkrypcji wspomnianej piosenki, a także dokonać naprawy nagrania. Grupy tubylcze nauczyły się tej piosenki, aby używać jej podczas tradycyjnych uroczystości.
Na obszarze wokół wschodniej zatoki Notre Dame, na północno-wschodnim wybrzeżu Nowej Fundlandii, znajduje się wiele stanowisk archeologicznych rdzennych kultur. Badania archeologiczne były potrzebne, bo o kulturze plemienia wiedziano mało. Niewielu Europejczyków prowadzących dokumentację kontaktowało się z Beothukami, więc informacje pisemne są ograniczone. Z kolei Huroni i Mikmakowie wchodziły w interakcje z francuskimi misjonarzami, którzy ich opisali, prowadziły też rozległy handel z francuskimi, holenderskimi i angielskimi kupcami, którzy opisali te spotkania. Archeolodzy odkryli 16 stanowisk, datowanych od archaicznej ery morskiej (od 7000 p.n.e.), przez okres paleoeskimoski aż do czasu wyginięcia rdzennych Amerykanów (w tym Beothuków). Dwa z tych miejsc są związane z plemieniem Beothuami. Boyd’s Cove, większa z tych dwóch stanowisk, ma powierzchnię 3000 m² i znajduje się na szczycie moreny lodowcowej o powierzchni 6 m (20 stóp). Znaleziono tam 1157 gwoździ, z których większość została zrobiona przez Beothuków. Mieszkańcy tego miejsca wyprodukowali około 67 grotów strzał (w większości wykonanych z gwoździ i kości). Zmodyfikowali gwoździe zabrane Europejczykom, aby służyły za coś, co uważa się za skrobaczki do usuwania tłuszczu ze skór zwierzęcych, wyprostowali haczyki na ryby i przystosowali je jako szydła, wykonali ozdoby z ołowiu. Znaleziska te przechowuje muzeum im. Demasduit (dawniej Muzeum Prowincji im. Mary March) w mieście Grand Falls-Windsor w Nowej Fundlandii i Labradorze. W Boyd’s Cove istnieje Beothuk Interpretation Centre Provincial Historic Site.
W 1827 William Cormack zabrał do Londynu czaszki Demasduit i jej męża, wodza Nonosabasuta. Wysłał je do Roberta Jamesona, profesora historii naturalnej na Uniwersytecie w Edynburgu. Czaszki ostatecznie trafiły do National Museum of Scotland. W 2015 wódz Mi’sel Joe z Miawpukek First Nation w Conne River rozpoczął proces repatriacji szczątków. W Szkocji przeprowadził duchowy rytuał oczyszczenia czaszek. W lutym 2016 premier Nowej Fundlandii i Labradoru, Dwight Ball, oficjalnie zwrócił się do szkockiego muzeum, prosząc je o zwrot Kanadzie szczątków przedstawicieli Beothuków. W listopadzie 2017 wystosował prośbę od minister ds. dziedzictwa Kanady, Mélanie Joly. W styczniu 2019 Gordon Rintoul, dyrektor National Museum of Scotland, ogłosił, że osiągnięto porozumienie z władzami kanadyjskimi w sprawie zwrotu szczątków. Wódz Mi’sel Joe uważa, że repatriacja czaszek Demasduit i Nonosabasuta może pomóc w złagodzeniu „mrocznej historii” Nowej Fundlandii. Dawne programy szkolne w Nowej Fundlandii obwiniały plemię Mikmaków za wyginięcie Beothuków, jakoby zabili ich na polecenie Francuzów. Brakuje konkretnych dowodów na to, że Francuzi płacili Mikmakom nagrody za zabicie Beothuków. Wódz Mi’sel Joe stoi na stanowisku, że repatriacja czaszek może doprowadzić do pojednania rdzennych i nie-rdzennych mieszkańców Nowej Fundlandii i Labradoru. List poparcia, by sprowadzić do Kanady szczątki dwójki Beothuków, podpisali przedstawiciele Mikmaków i Inuitów w Nowej Fundlandii i Labradorze.
W 2007 przeprowadzono testy DNA na materiale z zębów Demasduit i jej męża Nonosabasuta. Wyniki przypisano odpowiednio do haplogrupy X (mtDNA) i haplogrupy C (mtDNA), które występują również współcześnie w plemieniu Mikmaków w Nowej Fundlandii. Badania DNA wskazują, że Beothukowie pochodzili wyłącznie od rdzennych szczepów. Niektóre wcześniejsze badania sugerowały, że stanowili rdzenno-europejską hybrydę. Analiza z 2011 wykazała, że chociaż przebadane DNA Beothuków i DNA współczesnych Mikmaków należy do tych samych haplogrup, różnice SNP między osobnikami obu plemion wskazują, że nie ma dowodów na poparcie tezy o łączącym ich „bliskim związku”.
Nazwę plemienia nadano jachtowi i transportowcowi. Wizerunki dwóch przedstawicieli plemienia umieszczono w herbie prowincji Nowa Fundlandia i Labrador.